# 牡丹江事件
牡丹江事件（ぼたんこうじけん）は、1945年（昭和20年）8月25日、満洲国東満省（現中華人民共和国黒龍江省）において、東京の乗泉寺信徒からなる国境開拓団の避難民約680人がソ連軍と暴民に襲撃され、多数が虐殺された事件。藤原作弥によると、麻山事件、葛根廟事件とともに「満洲三大事件」と呼ばれている。